# Andrés Calle

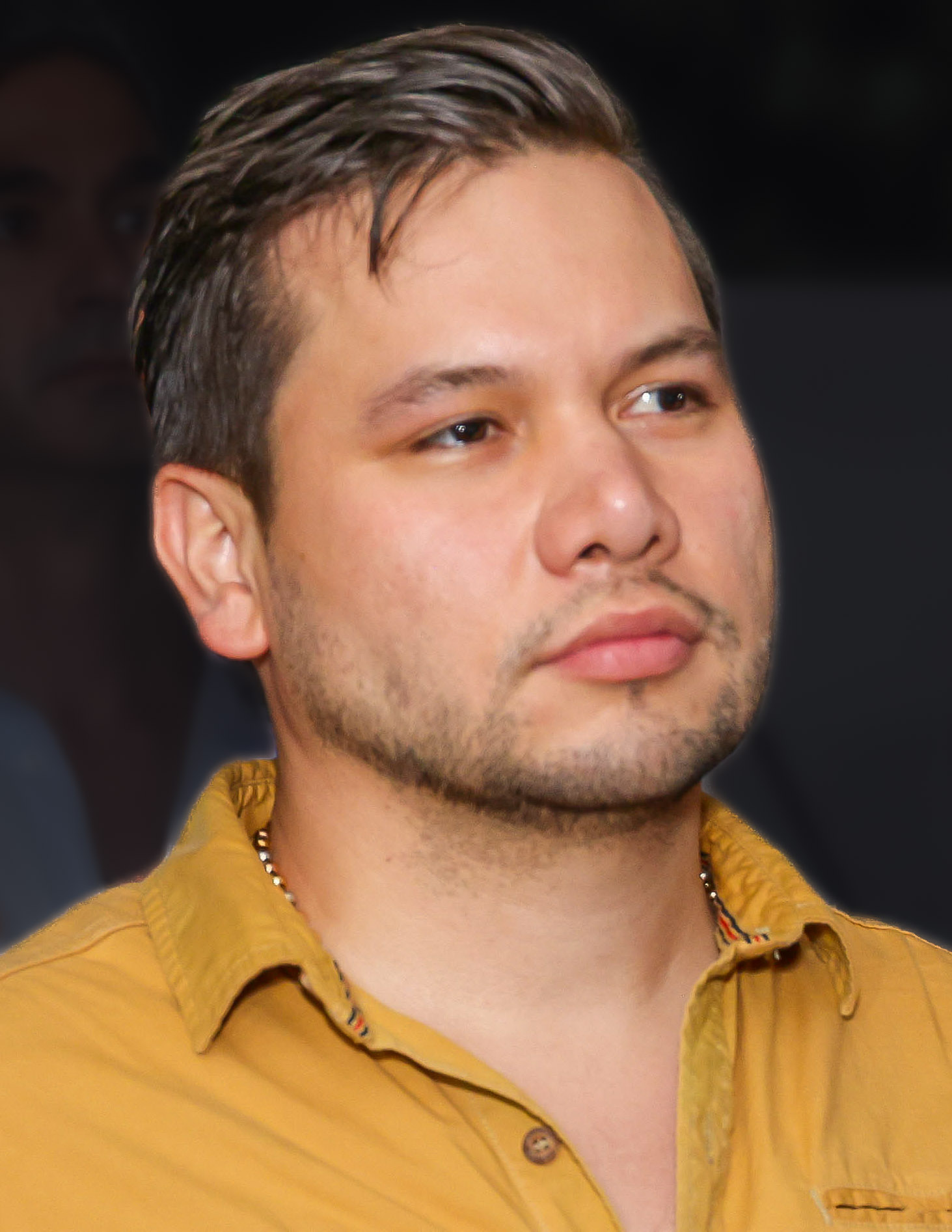
Andrés Calle, 2024

Andrés David Calle Aguas (* 27. Dezember 1991 in Montelíbano, Córdoba) ist ein kolumbianischer Politiker der Liberalen Partei PLC (Partido Liberal Colombiano), der seit 2018 Mitglied des Repräsentantenhauses (Cámara de Representantes) und seit 2023 Präsident des Repräsentantenhauses ist.

## Leben
Calle absolvierte nach dem Schulbesuch ein Studium der Rechts- und Politikwissenschaften an der Päpstlichen Universität Bolivariana (Universidad Pontificia Bolivariana) in Medellín und nahm daraufhin eine Tätigkeit als Rechtsanwalt auf. Er absolvierte postgraduale Studien im Bereich Staatsvertragsrecht an der Universidad Externado de Colombia (UExt) in Bogotá sowie der Fächer Territorialplanung und Umweltmanagement an der Universität Barcelona, welches er mit einem Magister beendete.
Bei der Parlamentswahl am 11. März 2018 wurde Calle für die Liberale Partei PLC (Partido Liberal Colombiano) im Wahlkreis Córdoba mit 57.213 Stimmen für die Legislaturperiode 2018 bis 2022 erstmals zum Mitglied des Repräsentantenhauses (Cámara de Representantes) gewählt. Er war Mitglied der Ersten Verfassungskommission (Comisión Primera Constitucional), die sich insbesondere mit Themen wie Verfassungsreformen, Gesetze, territoriale Organisation, Vorschriften der Kontrollbehörden, allgemeinen Regeln für die Vergabe von Verwaltungsaufträgen, Beglaubigung und Registrierung, Struktur und Organisation der zentralen nationalen Verwaltung, Rechte, Garantien und Pflichten, Legislative, Strategien und Richtlinien für den Frieden, geistiges Eigentum und ethnische Probleme befasst. Des Weiteren war er Mitglied der Rechtskommission für Untersuchungen und Anklagen (Comisión Legal de Investigación y Acusaciones) und förderte verschiedene Projekte und Verfassungsreformen.
Calle wurde bei der Wahl am 13. März 2022 für die PLC im Wahlkreis Córdoba mit 72.260 Stimmen für die Legislaturperiode 2022 bis 2026 als Mitglied des Repräsentantenhauses wiedergewählt. Diesmal wurde er Mitglied der Zweiten Verfassungskommission, die für Angelegenheiten wie Internationale Politik, Landesverteidigung und öffentliche Gewalt, öffentliche Verträge, diplomatische und konsularische Dienste, Außenhandel und wirtschaftliche Integration, Hafenpolitik, Parlamentarische, internationale und supranationale Beziehungen, diplomatische Angelegenheiten, die laut Verfassung nicht der Regierung vorbehalten sind, Grenzen, Staatsangehörigkeit, Ausländer, Migration, öffentliche Ehrungen und Denkmäler, Militärdienst, Freihandel und Freihandelszonen sowie internationale Vertragsabschlüsse zuständig ist. Ferner ist er Mitglied der Kommission für Geheimdienste und Spionageabwehr des Kongresses (Comisión de Inteligencia y Contrainteligencia del Congreso). Diese Kommission wurde durch das Gesetz 1621 von 2013 geschaffen, damit der Kongress der Republik Kontroll- und politische Überwachungsfunktionen ausüben und die Effizienz bei der Verwendung von Ressourcen, die Einhaltung verfassungsrechtlicher Garantien und die Einhaltung der darin festgelegten Grundsätze, Grenzen und Zwecke nach diesem Gesetz überprüfen kann. Während seiner Parlamentszugehörigkeit hat er mehr als 100 Gesetzesinitiativen zugunsten von Frauen, jungen Menschen, Bildung und Bereichen vorgelegt.
Als Nachfolger von David Racero wurde Andrés Calle am 20. Juli 2023 für eine einjährige Amtszeit zum Präsidenten des Repräsentantenhauses gewählt.